# Bruno Versavel
Bruno Versavel (27 de agosto de 1967) é um ex-futebolista belga que competiu na Copa do Mundo FIFA de 1990.